# 漢高安茂
漢高安茂（あやのこうあんも、かんのこうあんも、生没年不詳）は、継体天皇の在位中である516年に、朝鮮の百済が倭国に貢上したとされる古墳時代後期の五経博士である。中国人名であるため、百済に帰化していた中国人とみられる。

## 人物
『日本書紀』によると、継体天皇10年（516年）、先に来日していた段楊爾の交換要員として百済が倭国に貢上したとされる（貢上＝「貢ぎ物を差し上げる」）。五経博士の貢上は、512年から513年に倭国が百済に任那を割譲したことへの返礼という指摘がある。
当時、百済は己汶（こもん）を巡って、伽耶の伴跛（はへ〔はえ〕、本彼）国と抗争を繰り返しており、同年5月には将軍の物部伊勢連父根をねぎらっている。漢高安茂を派遣した際に、物部連を送還し、己汶の地を賜ったことを感謝している。これらは百済の朝鮮半島南岸への進出であるとともに、高句麗や新羅に対抗する外交政策のひとつであったともとれる。この後、しばらく五経博士の記事はしばらく現れないが、553年（欽明天皇14年6月）には医博士・易博士・暦博士を交替で勤仕することが勅令で定められており、引き続き交替派遣されていたようである。一方、『日本書紀』に読まれる歴史構成を批判的に検討する文献学的な批判があり、継体欽明朝に五経博士が百済から交代派遣されたとする伝説伝承は、事実とは認め難いとする指摘もある。